# Diritto di convoglio
Con diritto di convoglio  s'intende l'esenzione alla procedura di perquisizione delle navi mercantili nel caso fossero fermate da navi di altre nazioni. 
Tale nave deve essere scortata da navi armate e sono loro che devono garantire che esse non siano atte al contrabbando. Di fatto ciò rimane solo alle consuetudini dei luoghi.